# Gergana Petrova
Gergana Petrova (búlgar: Гергана Петрова) (1 de març de 1990) és una jugadora de voleibol de Bulgària. És internacional amb la Selecció femenina de voleibol de Bulgària, amb la qual va competir en el Grand Prix de Voleibol de 2014. A nivell de clubs juga en el Levski Sofia.